# Guido Maria Ferilli
Guido Maria Ferilli (Presicce, 13 aprile 1949) è un paroliere, compositore e cantante italiano.

## Biografia

### I primi successi
Compositore, paroliere, interprete, consulente artistico radio-televisivo e produttore discografico, Ferilli si iscrive giovanissimo alla SIAE diventandone socio nel 1978 in virtù dei notevoli successi ottenuti in campo nazionale ed internazionale.
Il primo brano di rilievo è Il bosco no scritto con Mogol per Adriano Pappalardo nel 1972.
Nel 1974 la sua Momenti sì, momenti no, interpretata da Caterina Caselli, viene scelta dal regista Luchino Visconti quale colonna sonora del film Gruppo di famiglia in un interno con Burt Lancaster e Silvana Mangano. Sempre nello stesso anno scrive Rumore per Raffaella Carrà che la showgirl romagnola presenta a Canzonissima e che diviene un successo internazionale.
L'anno successivo due suoi brani partecipano a Un disco per l'estate: Senza discutere interpretata dai Nomadi ed E se ti voglio interpretata da Mino Reitano.

### Un amore così grande
La sua canzone più nota è Un amore così grande, del 1975, di cui ha composto la musica, mentre le parole sono di Antonella Maggio. La canzone è stata interpretata da cantanti quali Mario Del Monaco, Claudio Villa, Luciano Pavarotti, Andrea Bocelli e Manuela Villa e vanta innumerevoli esecuzioni di cantanti italiani ed internazionali.
Il brano fu scritto su espressa richiesta di Detto Mariano, che ne curò l'arrangiamento. La prima interpretazione fu del tenore Mario Del Monaco, che lo incise nel 1975 rendendolo famoso in tutto il mondo.
Claudio Villa volle misurarsi con i cantanti lirici e portò la canzone in un memorabile "fuori gara" al Festival di Sanremo 1984. La sua interpretazione differisce da quella di Del Monaco per la presenza del verso in più "per quello che mi dai, io ti ringrazierei", nonostante entrambe le versioni abbiano la stessa base musicale.
Nel 1990 Robertino ne registra una cover per l'album Amore caro amore.
Luciano Pavarotti ne ha confermato il successo internazionale, con l'arrangiamento del noto compositore Henry Mancini, proponendolo la prima volta al Metropolitan di New York.
Andrea Bocelli, nell'album Incanto dell'ottobre 2008, lo ha rilanciato in tutto il mondo con l'arrangiamento e la direzione del maestro Steven Mercurio e con la partecipazione dell'Orchestra Sinfonica di Milano Giuseppe Verdi e del coro della Radiotelevisione Svizzera di lingua Italiana diretto da Diego Fasolis.
Nel novembre 2009 il brano è stato inserito da Francesco Renga nel suo album Orchestraevoce.
Nel 2010 la canzone è stata tradotta in spagnolo da Franco Simone col titolo Grande nel suo album Nato tra due mari.
Ad aprile 2014 è uscita la versione dei Negramaro interpretata da Giuliano Sangiorgi che è diventata la colonna sonora della Nazionale di calcio italiana ai mondiali in Brasile.
Nel 2016 Daniel Sax inserisce la sua versione strumentale nel suo album "International sax, Vol. 1".
Sempre nel 2016 il tenore Jonas Kaufmann la inserisce nel suo album Dolce vita (Sony Classical – 88875183632) con Orchestra del Teatro Massimo di Palermo diretta da Asher Fisch.
Nel 2023 Antonio Cotardo feat. Guido Maria Ferilli la incidono in un singolo edito da Kurumuny.

### Altre canzoni
Nel 1992 ha scritto le musiche per la miniserie televisiva Il coraggio di Anna (trasmessa su Canale 5) per la regia di Giorgio Capitani, con cast composto da Edwige Fenech, Gabriele Ferzetti, Lucia Bosè, Ray Lovelock, Maria Grazia Cucinotta, Andrea Giordana, Gianni Garko; l'intero soundtrack porta la firma di Ferilli, gli arrangiamenti e direzione d'orchestra di Natale Massara, mentre la colonna sonora era la canzone Place In The Sun, interpretata da Dee Dee Bridgewater.
- Resta insieme a noi (Raffaella Carrà)
- Voglia di vivere (Raffaella Carrà, sigla del programma TV "Ricomincio da Due" su Rai 2, condotto dalla stessa Carrà)
- Via del Giglio 43 (Mario del Monaco)
- The Tree of Faith and Peace (L'albero della pace) (Trio Manuela Villa, Rinat Gabay, Samira Said, brano espressamente richiesto dal Vaticano[senza fonte] in occasione del pre-giubileo ed in ricorrenza del 50º anniversario del sacerdozio del Pontefice. Trasmesso da RAIUNO in mondovisione, questo brano ha riunito per la prima volta tre cantanti di differenti religioni monoteiste: cattolica, ebrea e musulmana, in un unico inno per la pace)
- Filo di ragno (Fantastico 5) Heather Parisi
- Un sogno tutto mio ("Festivalbar" - testo di V. Negrini) Caterina Caselli
- Ricordi e poi... - Caterina Caselli
- Prima non sapevo - Caterina Caselli
- Hei hey hey (testo di R.Vecchioni) Claudia Mori
- Jungle's Mandolino (testo di L. Beretta) Jungle's Men
- Le grand cirque (versione francese) Papoose
- Non c'è stella come te - Giuseppe di Stefano
- E dimmi che non sogno - Giuseppe di Stefano
- Vola Cavallo (sigla di "Sereno Variabile Quiz") Marina Fabbri

L'elenco dei brani composti da Ferilli e degli artisti che li hanno interpretati è molto più lungo. Tra i "big" che hanno utilizzato la sua produzione: fra gli italiani Rocky Roberts, Donatella Moretti, Claudio Lippi, Dik Dik, Camaleonti, Mersia, Santino Rocchetti, Ric e Gian, Mino Reitano, Paolo Mengoli e fra gli stranieri Paul Simul, Nina Martin, John Law, il gruppo 13 De Agosto, il soprano tedesco Sandra Schwarzhaupt ed il basso Kurt Ridl.
Ferilli ha inciso anche dei dischi come interprete, partecipando a varie trasmissioni televisive, come "Domenica In", condotta da Pippo Baudo, Musica È (ITALIA 1) e tante altre. Si è esibito in vari locali, tra cui la "Bussola domani" di Lido Camaiore, il "Teatro Verdi" di Montecatini Terme ed in diverse piazze italiane nelle sue tournée estive.
Nel 2012 fonda l'etichetta discografica GMF Productions & Communications.
Con decreto del 27 dicembre 2019 firmato dal Capo dello Stato Sergio Mattarella e controfirmato dal Presidente del Consiglio Giuseppe Conte, il Maestro Guido Maria Ferilli è stato nominato Commendatore della Repubblica.

## Le principali canzoni scritte da Guido Maria Ferilli
| Anno | Titolo                      | Autori del testo                                | Autori della musica                        | Interpreti          |
| ---- | --------------------------- | ----------------------------------------------- | ------------------------------------------ | ------------------- |
| 1971 | Il bosco no                 | Mogol                                           | Guido Maria Ferilli                        | Adriano Pappalardo  |
| 1973 | Un sogno tutto mio          | Valerio Negrini                                 | Guido Maria Ferilli                        | Caterina Caselli    |
| 1974 | Momenti sì, momenti no      | Claudio Daiano e Adelio Cogliati                | Guido Maria Ferilli                        | Caterina Caselli    |
| 1974 | Rumore                      | Andrea Lo Vecchio                               | Guido Maria Ferilli                        | Raffaella Carrà     |
| 1975 | Senza discutere             | Alberto Salerno                                 | Umberto Napolitano e Guido Maria Ferilli   | Nomadi              |
| 1975 | E se ti voglio              | Guido Maria Ferilli e Ermanno Capelli           | Guido Maria Ferilli, Franco e Mino Reitano | Mino Reitano        |
| 1975 | Un amore così grande        | Antonella Maggio                                | Guido Maria Ferilli                        | Mario Del Monaco    |
| 1977 | Giorno per giorno           | Andrea Lo Vecchio                               | Guido Maria Ferilli                        | Nadia Cassini       |
| 1978 | Un'estate intera            | Andrea Lo Vecchio                               | Guido Maria Ferilli                        | Dik Dik             |
| 1988 | Abbracciami                 | Guido Maria Ferilli                             | Guido Maria Ferilli                        | Raffaella Carrà     |
| 1990 | Resta insieme a noi         | Guido Maria Ferilli                             | Guido Maria Ferilli                        | Raffaella Carrà     |
| 1991 | Che meraviglia che sei      | Giorgio Calabrese                               | Guido Maria Ferilli                        | Raffaella Carrà     |
| 1992 | Place In The Sun            | Naimy Hackett                                   | Guido Maria Ferilli                        | Dee Dee Bridgewater |
| 1996 | The tree of paith and peace | Guido Maria Ferilli e Leonie Gane Manuela Villa | Guido Maria Ferilli                        | Manuela Villa       |

## Discografia

### Singoli
- 1980 - Vi sembro sexy?/Uh!Uh! (Fonit Cetra, SP 1719)
- 1983 - Viso innocente/Come Robinson (Delta, DE 723)
- 1985 - Favola/Rachele (G.M.F., G.M.F. 13)